# Hans Teske
Hans Albert Teske (* 23. Mai 1902 in Hamburg; † im Mai 1945 in Berlin (vermisst)) war ein deutscher Germanist und Hochschullehrer.

## Leben
Teske beendete seine Schulzeit in Hamburg mit dem Abitur und absolvierte danach ein philologisches Studium an den Universitäten Hamburg und Heidelberg. Er promovierte 1924 in Heidelberg zum Dr. phil. Von 1925 bis 1930 arbeitete er als Assistent am Deutschen Rechtswörterbuch. Im Sommer 1928 habilitierte er sich an der Philosophischen Fakultät Heidelberg mit einem ersten Entwurf der Schrift „Thomasin von Zerclaere. Der Mann und sein Werk“, die 1933 in überarbeiteter Form erschien. Ab 1928 lehrte er in Heidelberg als Privatdozent.
Nach der Machtübergabe an die Nationalsozialisten wurde er im Frühjahr 1933 Mitglied der NSDAP. Des Weiteren gehörte er der SA und dem NS-Lehrerbund an.
Anfang Oktober 1934 wurde er auch aufgrund seiner nationalsozialistischen Gesinnung zum planmäßigen außerordentlichen Professor für Niederdeutsche Philologie an der Universität Hamburg ernannt. Er folgte in dieser Funktion der aufgrund ihrer jüdischen Herkunft durch die NS-Machthaber entlassenen Agathe Lasch nach. Teske arbeitete u. a. als Archivleiter am Hamburgischen Wörterbuch, ließ sich dabei jedoch von der noch wissenschaftlich tätigen Lasch unterstützen. Er wurde Direktor des Germanistischen Seminars an der Universität Hamburg und dort Anfang Oktober 1938 als Nachfolger Conrad Borchlings zum ordentlichen Professor für Deutsche Philologie ernannt. An der Philosophischen Fakultät der Universität Hamburg lehrte er gemeinsam mit dem Emeritus Borchling. Von 1939 bis 1945 war Teske Vorsitzender des Vereins für niederdeutsche Sprachforschung.
Mit Beginn des Zweiten Weltkrieges wurde Teske im September 1939 zur Wehrmacht eingezogen und war als Sonderführer in den Niederlanden und Belgien eingesetzt. Er wurde am 21. November 1941 an der Universität Brüssel als Hochschullehrer eingesetzt und publizierte auch in flämischer Sprache. Nach dem Ende der Schlacht um Berlin galt Teske im Mai 1945 als vermisst.

## Schriften (Auswahl)
- Das Eindringen der hochdeutschen Schriftsprache in Lüneburg, M. Niemeyer, Halle (Saale) 1927 (zugl. Dissertation).
- Thomasin von Zerclaere. Der Mann und sein Werk, Carl Winter, Heidelberg 1933 (Entwurf hat im Sommer 1928 d. Philos. Fakultät Heidelberg als Habilitationsschrift vorgelegen).
- Walther von der Vogelweide, der Sänger des Deutschen Reiches, Coleman, Lübeck 1934 (mehrfach aufgelegt).
- Der Begriff des Volkstums: Ein Vortrag, Weiß, Heidelberg  1934.
- Volkwerdung und Guttemplerarbeit, Neuland-Verlag, Berlin 1935. (= Die Alkoholfrage im neuen Deutschland Heft 5)
- De nederduitsche literatuur, "De Phalanx", Brüssel 1942
- Die Ueberwindung des Provinzialismus in der flämischen Literatur, Verlag De Lage Landen, Brüssel 1943. (= Veröffentlichungen des deutschen Instituts Brüssel 1)
- Die abendländischen Sagenkreise in der deutschen Dichtung des Mittelalters : 3 Vorträge, Deutscher Verl.: Die Osterlingen, Brüssel 1943.